# 영구차
영구차(靈柩車)는 장례식때 시신을 넣은 관을 넣어서 운반하는 데 사용되는 자동차이다.

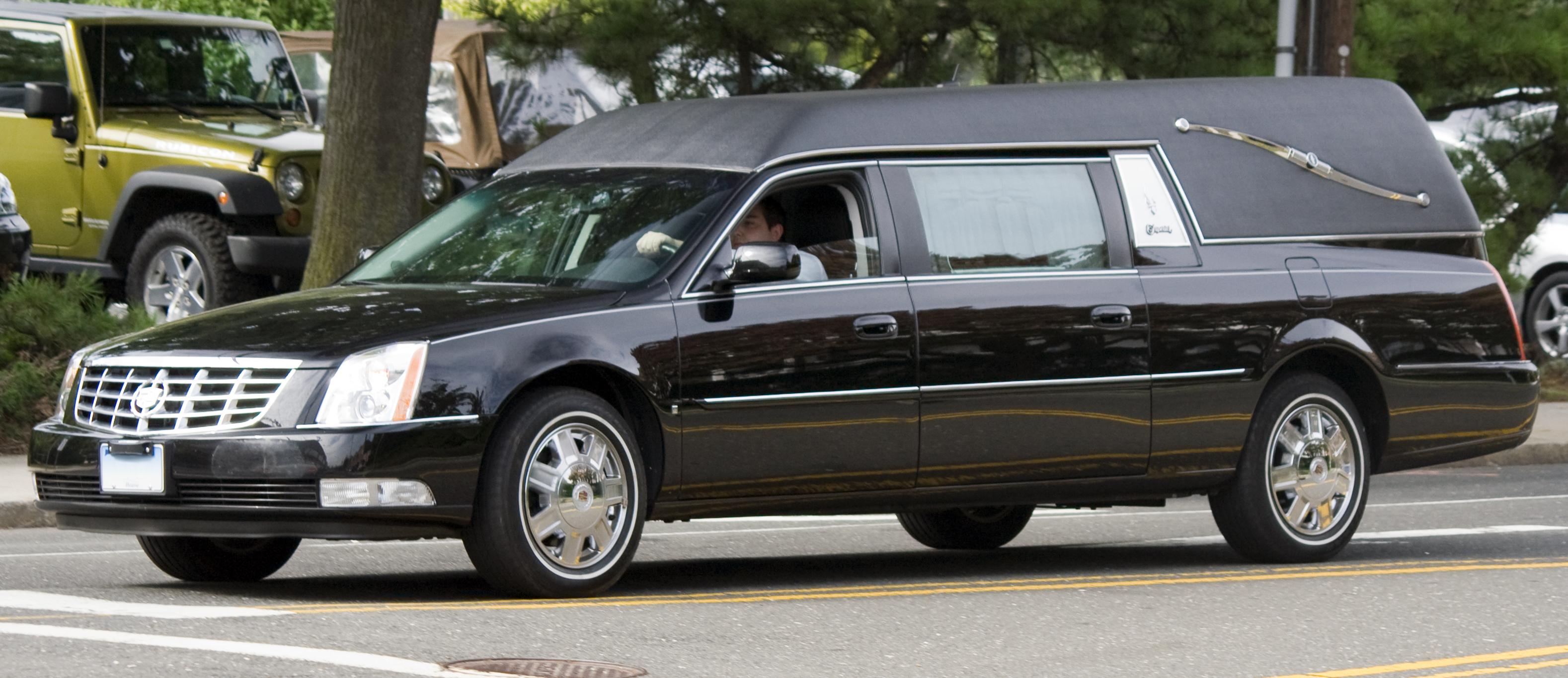
캐딜락 DTS 영구차

영구차로서 제조되는 별도의 자동차는 없으며 승용차나 버스를 개조하여 사용하여 일반자동차와 크게 다르지 않다.
영구차는 보통 42~45인승,25~32인승,18인승,2~5인승 캐딜락, 그랜저를 상여모양으로 개조한 차량등이 있으나 현재 한국에서는 포드나 캐딜락(제너럴 모터스) .지프 (자동차) (스텔란티스)의 차량을 개조해서 만들고 있다.
대통령등 주요 국정인사의 국장을 치르거나 재벌등 부유층인사의 장례식을 치를 때는 리무진을 영구차로 사용하기도 한다. 한국과 일본에서는 특수여객운송으로 취급받아 영업용번호판을 단다.

## 같이 보기
- 상여
- 상용차
- 미니밴
- 스테이션 왜건
- 승합차